# テレビBE組
『テレビBE組』（テレビビーぐみ）は、1987年4月13日から同年6月15日までテレビ朝日系列局で放送されていたテレビ朝日制作の子供向けの情報バラエティ番組である。全9回。放送時間は毎週月曜 19:30 - 20:00 （日本標準時）。

## 概要
毎回スタジオに小学校高学年から中学生までの子供たちを招いていた番組で、彼らが持つ感性・嗜好・パワーを番組作りに活かそうとしていた。学校・友人などの子どもたちの関心事などを多彩な趣向で紹介する内容で初回は「おまじない」をテーマに展開、またゲストに子供時代のエピソードを聞くコーナーや、特集コーナー「アングルBE」などが行われた。
しかし、番組はわずか2か月で終了した。

## 出演者
- 渡辺徹 - 司会。
- 土家里織 - アシスタント。

## エンディング・テーマ
- 「100のハートが“I love you”」（歌：児島未知瑠）
  - 作詞：山田ひろし／作曲：岡本朗／編曲：鷺巣詩郎